# Florea Morlova
Florea Morlova (d. 2019) a fost un senator român în legislatura 1992-1996. Pe data de 7 februarie 1996 l-a înlocuit pe senatorul Alexandru Diaconu, după decesul acestuia și a deținut funcția de senator pe listele PD în perioada 7 februarie 1996 - 9 septembrie 1996, dată la care a demisionat. Florea Morlova a fost membru în comisia pentru agricultură, silvicultură și dezvoltare rurală. Florea Morlova a mai deținut și funcția de prefect al prefectului de Olt.

## Legaturi externe
- Florea Morlova Arhivat în 22 august 2016, la Wayback Machine. la cdep.ro